# Райт, Берни
Берни Элисио Райт Маклин (Берни Райт) (исп. Berny Elisio Wright McClean; род. 8 июня 1979) — коста-риканский футболист, защитник.

## Биография
В 15 лет начал играть за клуб «Саприсса» из Сан-Хосе. В дальнейшем играл в гватемальском «Комуникасьонесе», клубе «Кармелита» из Алахуэлы. Затем в ФК «Гуанакастека», из которого перешёл в самарские «Крылья Советов».
22 марта 2003 дебютировал в турнире дублирующих составов, сыграв в матче против московского «Динамо», Райт получил две желтые карточки и был удален с поля. В российской Премьер-лиге дебютировал 23 марта 2003 года в матче против московского «Динамо». Первый гол забил 9 мая 2003 года на 4-й минуте матча в ворота московского «Локомотива». Всего в российском чемпионате сыграл за «Крылья Советов» 18 матчей и забил 2 гола.
После российского чемпионата играл в коста-риканском клубе «Брухас».

## Достижения
- Финалист Кубка России по футболу 2003/04 (сыграл в 1/16 финала против ижевского клуба «Газовик-Газпром»)